# Willerstedt
Willerstedt – dzielnica gminy Ilmtal-Weinstraße w Niemczech, w kraju związkowym Turyngia, w powiecie Weimarer Land. Do 30 grudnia 2013 samodzielna gmina wchodzą w skład wspólnoty administracyjnej Ilmtal-Weinstraße.